# Cazaux-Savès
Cazaux-Savès é uma comuna francesa na região administrativa de Occitânia, no departamento de Gers. Estende-se por uma área de 5,62 km². Em 2010 a comuna tinha 321 habitantes (densidade: 57,1 hab./km²).